# Pulsate et aperietur vobis
Pulsate et aperietur vobis è una locuzione latina, che tradotta letteralmente significa "bussate e vi sarà aperto".
Nel Vangelo sono riportate queste parole per far comprendere la costanza e l'insistenza che deve avere la preghiera per ottenere quello che domanda. Nello stile popolare significa che per vincere le difficoltà bisogna insistere e perseverare; equivale al detto latino: gutta cavat lapidem, consumitur anulus usu.